# Atletica leggera ai Giochi della XXI Olimpiade - Getto del peso femminile

Video della Finale

Il getto del peso ha fatto parte del programma femminile di atletica leggera ai Giochi della XXI Olimpiade. La competizione si è svolta il 31 luglio 1976 allo Stadio Olimpico (Montréal).

## Presenze ed assenze delle campionesse in carica
| Competizione      | Atleta             | Prestazione | Montréal 1976 |
| ----------------- | ------------------ | ----------- | ------------- |
| Olimpiadi 1972    | Nadežda Čižova     | 21,03 m     | Presente      |
| Europei 1974      | Nadežda Čižova     | 20,78 m     | Presente      |
| Asiatici 1974     | Paik Ok-ja         | 16,28 m     | Non qual.     |
| Panamericani 1975 | María Elena Sarría | 18,03 m =   | Presente      |

Durante la stagione la cecoslovacca Helena Fibingerová stabilisce il nuovo record mondiale con 21,99 m.

## Turno eliminatorio
Le iscritte sono 13 in tutto. Vengono ammesse direttamente alla finale.

## Finale
I primi due turni sono congeniali alla sovietica Čižova, che lancia in successione 20,84 e 20,96. La bulgara Khristova le è vicino con 20,88. Il primo lancio di finale è nullo per quasi tutte le migliori. Poi al quinto turno la Khristova indovina il lancio giusto a 21,16 (che rimarrà l'unico lancio oltre i 21 metri di tutta la gara). La Čižova ha un ultimo tentativo, ma il suo lancio è nullo. Per la Khristova è oro con il nuovo record olimpico. La primatista mondiale Fibingerová, lontana dai suoi livelli abituali, non è mai stata in gara per il titolo.
| Pos | Paese            | Atleta             | Misura  |
| --- | ---------------- | ------------------ | ------- |
|     | Bulgaria         | Ivanka Hristova    | 21,16 m |
|     | Unione Sovietica | Nadežda Čižova     | 20,96 m |
|     | Cecoslovacchia   | Helena Fibingerová | 20,67 m |